# Samsung Omnia

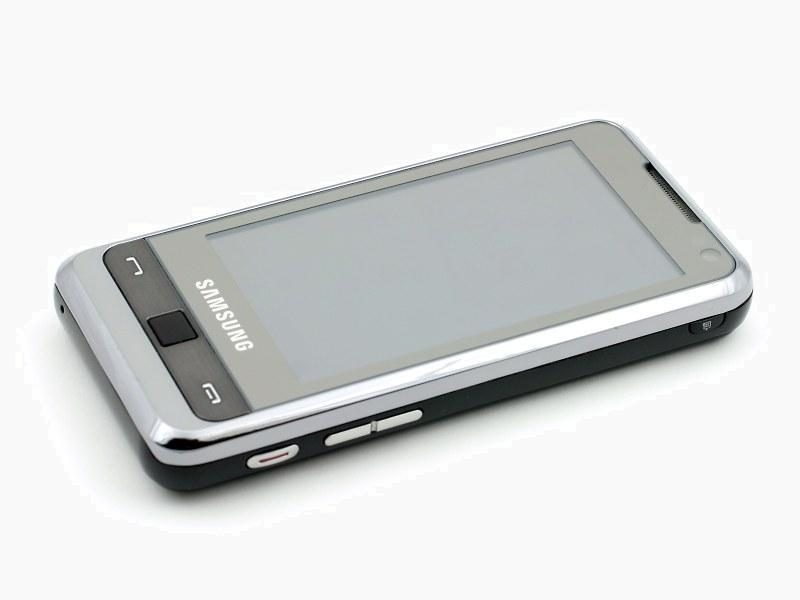
Pierwszy telefon z serii

Samsung Omnia – seria smartfonów, zaprojektowana i produkowana przez firmę Samsung. Telefony „Omnia” wyposażone są głównie w system Windows Mobile/Windows Phone 7. „Omnia” stworzona została z początku głównie do konkurowania z amerykańskimi IPhone.

## Urządzenia
W jej skład wchodzą telefony:
- I900 Omnia (czerwiec 2008)
- B7300 Omnia Lite (2009)
- B7320 Omnia PRO (2009)
- B7330 Omnia PRO (wrzesień 2009)
- B7610 Omnia PRO (2009)
- I8000 Omnia II (2009)
- I8910 Omnia HD (2009)
- B7350 Omnia PRO 4 (2010)
- B6520 Omnia PRO 5 (2010)
- I8700 Omnia 7 (październik 2010)
- I8350 Omnia W (wrzesień 2011)

## Historia
Model GT-i900 Omnia był jednym z pierwszych smartfonów firmy Samsung. I900 wyposażony był w 3.2" wyświetlacz dotykowy TFT. Pracował pod kontrolą systemu Windows Mobile 6.1 Professional, miał procesor Marvell PXA312 o taktowaniu 624 MHz.
Kilka miesięcy po I900, w lutym 2009 na rynku znalazł się model I8910 – Omnia HD. Nowy model miał zupełnie inny wygląd od poprzednika, a z tyłu posiadał aparat o rozdzielczości 8 Mpx. Omnia HD była wyposażona w system Symbian 9.4 (Series 60 w wersji 5.0). I8910 HD miała procesor ARM Cortex-A8 – wersję o taktowaniu 600 MHz. Nowością był również wyświetlacz AMOLED, 3.7", o rozdzielczości 360x640 pikseli.
W czerwcu 2009 roku pojawił następca i900 – GT-i8000 Omnia II. Model ten posiadał wyświetlacz wykonany w technologii AMOLED tak, jak  Omnia HD, ale o rozdzielczości WVGA. I8000 miał procesor Samsung S3C6410 o taktowaniu 800 MHz. I8000 pracowała pod kontrolą systemu Windows Mobile w wersji 6.5 Professional (ew. 6.5.3). W ostatnim kwartale 2010 roku, Omnia II po prawie półtora roku doczekała się następcy – modelu GT-i8700 Omnia 7.